# San Luis del Palmar kommun
Departamento de San Luis del Palmar är en kommun i Argentina.   Den ligger i provinsen Corrientes, i den nordöstra delen av landet, 800 km norr om huvudstaden Buenos Aires. Antalet invånare är 16 513.
Trakten runt Departamento de San Luis del Palmar består huvudsakligen av våtmarker. Runt Departamento de San Luis del Palmar är det mycket glesbefolkat, med 6 invånare per kvadratkilometer.